# オネシモ
オネシモ(英語:Onesimus、ギリシャ語:Ὀνήσιμος)は、新約聖書のフィレモンへの手紙とコロサイの信徒への手紙に登場する人物である。コロサイの有力なキリスト者フィレモンから逃亡したともいわれる奴隷である。「役に立つもの」という意味である。
獄中にあったパウロに会い学び、パウロに仕えた。パウロは主人フィレモンの同意を得るために、彼を主人であるフィレモンのところに送り返すことになった。パウロはフィレモンへの手紙を執筆してオネシモに運ばせ、フィレモンにオネシモを奴隷から解放するようにお願いした。パウロはフィレモンとオネシモのその後の関係を「終世の兄弟となるためだったかもしれない」と書く。
近年はゲルト・タイセンらによって、オネシモ逃亡奴隷説ではなく調停依頼説が出されている。
オネシモは奴隷から解放され宣教者となり（コロサイ4：8）、イグナティオスの手紙によればエフェソ教会の司教となっている。グッドスピードやジョン・ノックスはオネシモをパウロ書簡集の蒐集者であると、またハリスンらはエフェソ書の著者と考えている。